# Arena di Monza
L'Arena di Monza, sponsorizzata in Opiquad Arena grazie allo sponsor Opiquad, è un'arena coperta di Monza. Precedentemente era conosciuta anche con i nomi di Candy Arena, PalaIper e prima ancora PalaCandy.
Con una capienza di 4.500, ospita le gare interne delle squadre pallavolistiche del Milano (in Superlega maschile) e della Pro Victoria (in Serie A1 femminile).
Fino alla stagione 2011-12 disputava le gare interne la Gabeca, formazione militante nel massimo campionato di A1 di pallavolo maschile.
È stato utilizzato anche per concerti, incontri di boxe, riunioni ed altre manifestazioni di intrattenimento.
L'impianto ha ospitato i Campionati europei di hockey su pista 2006, e nell'anno 2008 sono state disputate alcune gare della World League di Pallavolo Maschile. Inoltre è una delle quattro sedi che hanno ospitato il Campionato europeo femminile di pallavolo 2011. Nel 2012 ha ospitato la gara valida per la Supercoppa Italiana di pallavolo femminile tra la Foppapedretti Bergamo e l'MC-Carnaghi Villa Cortese. L'11 aprile e il 13 aprile 2012 si sono disputate gara 3 e gara 4 valevoli per la Finale Scudetto del Campionato di Serie A1 femminile tra la squadra casalinga dell'MC-Carnaghi Villa Cortese (che queste due gare le ha giocate al PalaIper) e la Yamamay Busto Arsizio. L'11 e il 12 gennaio 2014, vi sono state disputate rispettivamente le semifinali e la finale della Coppa Italia maschile di Serie A2.
Il 25 ottobre 2014 è stata disputata la finale della Supercoppa italiana di pallavolo femminile tra il River Volley e la Futura Volley Busto Arsizio.
Da ottobre a dicembre 2019 ha ospitato le puntate Live di X Factor denominandosi per l'occasione X Factor Dome.
Il 14 ottobre 2022 ha ospitato la finale di pugilato valevole per il Campionato europeo EBU pesi gallo.

## Storia
Nel 1996 il comune di Monza, dopo aver scartato due progetti perché ritenuti troppo onerosi, chiese al comune di Desio di poter costruire una struttura simile al PalaDesio nel proprio territorio. Il comune di Desio concesse l'uso gratuito del progetto esecutivo, consentendo così una replica del PalaDesio a pochi chilometri di distanza, ma con una capienza ridotta rispetto all'originale.
L'Arena di Monza ha avuto come nomi sponsorizzati quello di PalaCandy, PalaIper e Candy Arena. Dal 18 ottobre 2023 il nome è OpiquadArena, dallo sponsor Opiquad r-innovazione digitale, l’Opificio della qualità Digitale, il principale operatore internet e cloud della Brianza e uno dei principali player italiani, con sede a Merate e negli Stati Uniti a Chicago.

## Concerti
- Piero Pelù: 18 dicembre 2004
- Max Pezzali: 30 settembre 2006
- Enrico Ruggeri: 31 dicembre 2009
- Paolo Meneguzzi: 31 dicembre 2010